# La veneziana e altri racconti
La veneziana e altri racconti è una raccolta di racconti di Vladimir Nabokov, pubblicata in italiano da Adelphi nel 1992, con la traduzione direttamente dal russo di Serena Vitale. È un'antologia di racconti pubblicati nel periodo berlinese su riviste per émigré.

## Titoli della raccolta

### Lo spirito dei boschi
- Niéjit (1921)

Il racconto, scritto in prima persona, parla della visita da parte di un nostalgico spirito dei boschi, che racconta del proprio sofferto esilio e della scomparsa dei propri simili dalla Russia.

### Suoni
- Zvouki (1923)

Un uomo racconta a una propria vecchia fiamma di un episodio capitato loro in gioventù, mentre erano impegnati in una relazione adulterina, essendo la donna sposata con un militare al fronte. Dopo aver fatto visita ad un amico comune, la donna confessò al giovane uomo di non poter vivere senza di lui, e che avrebbe il giorno stesso chiesto il divorzio al marito, che le aveva comunicato il proprio repentino ritorno in serata. Il divorzio le sarebbe stato concesso senza problemi, e così avrebbero potuto vivere insieme... ma il silenzio dell'amante "interruppe" la donna, che si rese conto allora di non essere corrisposta allo stesso modo dall'uomo, e dopo essersi velocemente congedata pose fine in silenzio alla loro relazione.

### Si parla russo
- Govoriat po-rousski (1923)

### Un colpo d'ala
- Oudar kryla (1923)

### Gli dèi
- Bogi (1923)

### La vendetta
- Miest (1924)

### La grazia
- Blagost (1924)

### Il porto
- Port (1924)

### La veneziana
- Venetsianka (1924)

### Il drago
- Drakon (1924)

### La rissa
- Draka (1925)

### Rasoio
- Britva (1926)

### Racconto di Natale
- Rojdestvienski rasskaz’ (1928)

## Edizioni italiane
- Vladimir Nabokov, La veneziana e altri racconti, trad. di Serena Vitale, Milano: Adelphi (coll. "Biblioteca Adelphi" n. 253), 1992 ISBN 9788845909108